# Тёкё
Тёкё или Тёко (яп. 長享 тё:кё:) — девиз правления (нэнго) японского императора Го-Цутимикадо, использовавшийся с 1487 по 1489 год .

## Продолжительность
Начало и конец эры:
- 20-й день 7-й луны 19-го года Буммэй (по юлианскому календарю — 9 августа 1487);
- 21-й день 8-й луны 3-го года Тёкё (по юлианскому календарю — 16 сентября 1489).

## Происхождение
Название нэнго было заимствовано из 9-го цзюаня древнекитайского сочинения «Вэньсюань»:「喜得全功、長享其福」.

## События
даты по юлианскому календарю
- 1487 год (1-й год Тёкё) — кампаку Такацукаса-но Масахира был отстранён от своих обязанностей, на его место был назначен бывший найдайдзин Киёсё-но Масатада[6];
- 1487 год (8-я луна 1-го года Тёкё) — в возрасте 42 лет скончался удайдзин Оэ-но Нобукацу[6];
- 1487 год (8-я луна 1-го года Тёкё) — сёгун Асикага Ёсихиса повёл своё войско против Роккару Такаёри (Тобацу), даймё южной провинции Оми[7];
- 1488 год (2-й год Тёкё) — народные восстания в провинции Кага (современная префектура Исикава на Японском море, напротив Кореи)[8].

## Сравнительная таблица
Ниже представлена таблица соответствия японского традиционного и европейского летосчисления. В скобках к номеру года японской эры указано название соответствующего года из 60-летнего цикла китайской системы гань-чжи. Японские месяцы традиционно названы лунами.
| 1-й год Тёкё (Огненная Коза)     | 1-я луна        | 2-я луна*  | 3-я луна  | 4-я луна* | 5-я луна* | 6-я луна  | 7-я луна* | 8-я луна*  | 9-я луна    | 10-я луна  | 11-я луна* | 11-я луна (високосная) | 12-я луна      |
| -------------------------------- | --------------- | ---------- | --------- | --------- | --------- | --------- | --------- | ---------- | ----------- | ---------- | ---------- | ---------------------- | -------------- |
| Юлианский календарь              | 25 января 1487  | 24 февраля | 25 марта  | 24 апреля | 23 мая    | 21 июня   | 21 июля   | 19 августа | 17 сентября | 17 октября | 16 ноября  | 15 декабря             | 14 января 1488 |
| 2-й год Тёкё (Земляная Обезьяна) | 1-я луна        | 2-я луна*  | 3-я луна  | 4-я луна* | 5-я луна* | 6-я луна  | 7-я луна* | 8-я луна*  | 9-я луна    | 10-я луна* | 11-я луна  | 12-я луна              |                |
| Юлианский календарь              | 13 февраля 1488 | 14 марта   | 12 апреля | 12 мая    | 10 июня   | 9 июля    | 8 августа | 6 сентября | 5 октября   | 4 ноября   | 3 декабря  | 2 января 1489          |                |
| 3-й год Тёкё (Земляной Петух)    | 1-я луна        | 2-я луна*  | 3-я луна  | 4-я луна* | 5-я луна  | 6-я луна* | 7-я луна  | 8-я луна*  | 9-я луна*   | 10-я луна  | 11-я луна* | 12-я луна              |                |
| Юлианский календарь              | 1 февраля 1489  | 3 марта    | 1 апреля  | 1 мая     | 30 мая    | 29 июня   | 28 июля   | 27 августа | 25 сентября | 24 октября | 23 ноября  | 22 декабря             |                |

* звёздочкой отмечены короткие месяцы (луны) продолжительностью 29 дней. Остальные месяцы длятся 30 дней.